# 玫瑰槳躄魚
玫瑰槳躄魚（學名：Chaunacops roseus），為輻鰭魚綱鮟鱇目單棘躄魚亞目單棘躄魚科的其中一種，為深海底棲魚類，分布於西大西洋海域，棲息深度1023-2200公尺，體長可達12.8公分，生活習性不明。

## 扩展阅读
維基物種上的相關：玫瑰槳躄魚